# Djed Spence
Diop Tehuti Djed-Hotep Spence (sinh ngày 9 tháng 8 năm 2000) là một cầu thủ bóng đá chuyên nghiệp người Anh chơi ở vị trí hậu vệ phải cho câu lạc bộ Genoa C.F.C ở Serie A, theo dạng cho mượn từ câu lạc bộ Tottenham Hotspur ở Giải bóng đá Ngoại hạng Anh.

## Sự nghiệp câu lạc bộ

### Middlesbrough
Spence ký hợp đồng với Middlesbrough vào ngày 1 tháng 7 năm 2018, sau khi từng gắn bó với học viện của Fulham. Anh có trận ra mắt cho Middlesbrough tại EFL Cup vào ngày 14 tháng 8 năm 2018, vào sân thay người trong trận đấu với Notts County tại Riverside Stadium. Spence ra mắt giải đấu cho Middlesbrough trong chiến thắng 1-0 trước Charlton Athletic vào ngày 7 tháng 12 năm 2019, và ghi bàn thắng đầu tiên ở giải đấu trong chiến thắng 1-0 trước Huddersfield Town vào ngày 26 tháng 12 năm 2019.
Vào ngày 11 tháng 1 năm 2020, Spence đã giành giải Cầu thủ trẻ xuất sắc nhất tháng của EFL, sau khi có trận ra mắt giải đấu, bàn thắng đầu tiên và ba trận giữ sạch lưới.

#### Nottingham Forest (cho mượn)
Vào ngày 1 tháng 9 năm 2021, có thông báo rằng Spence sẽ tham gia Nottingham Forest theo dạng cho mượn trong phần còn lại của mùa giải. Anh đã ghi bàn thắng đầu tiên cho Forest trong chiến thắng 3-0 trước Birmingham City vào ngày 2 tháng 10. Spence đã gây ấn tượng trong các chiến thắng ở FA Cup trước các câu lạc bộ Premier League là Arsenal và Leicester City, ghi bàn thắng thứ tư trong chiến thắng 4-1 trước Leicester.
Spence đã được trao giải Cầu thủ xuất sắc nhất tháng của EFL Championship cho tháng 3 năm 2022 cũng như được đề cử cho giải Bàn thắng của tháng sau cú sút xa tầm xa của anh vào lưới Queens Park Rangers mà cuối cùng anh đã được trao giải. Sau khi cũng được đề cử cho giải Cầu thủ trẻ xuất sắc nhất mùa giải Championship, Spence đã có được hat-trick giải thưởng cho tháng 3 năm 2022 khi anh giành giải Cầu thủ trẻ xuất sắc nhất tháng của EFL lần thứ hai trong sự nghiệp.
Spence đã đóng vai trò quan trọng trong đội bóng giành chức vô địch của Nottingham Forest, và được góp mặt trong cả Đội hình tiêu biểu của EFL Championship và Đội hình tiêu biểu của PFA Championship.

### Tottenham Hotspur
Vào ngày 19 tháng 7 năm 2022, Tottenham Hotspur đã thông báo về việc ký hợp đồng với Spence trong thời hạn 5 năm, với mức phí được báo cáo là 20 triệu bảng Anh. Anh có trận ra mắt cho Tottenham vào ngày 29 tháng 8, vào sân thay người ở phút cuối trong chiến thắng 2-0 trước Nottingham Forest.

#### Rennes (cho mượn)
Vào ngày 31 tháng 1 năm 2023, Spence gia nhập câu lạc bộ Rennes của Ligue 1 theo dạng cho mượn đến hết mùa giải.

#### Leeds United (cho mượn)
Vào ngày 30 tháng 8 năm 2023, câu lạc bộ Leeds United ở EFL Championship đã thông báo về việc ký hợp đồng với Spence theo dạng cho mượn một mùa giải từ Tottenham Hotspur. Anh có trận ra mắt cho câu lạc bộ trong trận đấu EFL Championship gặp Sheffield Wednesday, vào sân thay người ở hiệp hai trong trận hòa 0-0.
Vào ngày 18 tháng 9 năm 2023, Leeds United thông báo rằng Spence đã dính chấn thương trong buổi tập luyện và sẽ phải nghỉ thi đấu 8 tuần.

## Sự nghiệp quốc tế
Vào tháng 3 năm 2022, Spence lần đầu tiên được triệu tập vào đội tuyển U21 Anh cho các trận đấu vòng loại Giải vô địch U21 châu Âu sắp tới gặp Andorra và Albania. Anh có trận ra mắt với tư cách là người thay thế trong chiến thắng 3-0 trên sân khách trước Albania vào ngày 29 tháng 3 năm 2022.

## Thống kê sự nghiệp
Tính đến trận đấu đã diễn ra vào ngày 2 tháng 9 năm 2023
| Câu lạc bộ                   | Mùa giải       | Giải đấu       | Giải đấu      | Giải đấu  | Cúp quốc gia  | Cúp quốc gia | Cúp liên đoàn | Cúp liên đoàn | Châu Âu       | Châu Âu   | Khác          | Khác      | Tổng cộng     | Tổng cộng |
| Câu lạc bộ                   | Mùa giải       | Phân hạng      | Số lần ra sân | Bàn thắng | Số lần ra sân | Bàn thắng    | Số lần ra sân | Bàn thắng     | Số lần ra sân | Bàn thắng | Số lần ra sân | Bàn thắng | Số lần ra sân | Bàn thắng |
| ---------------------------- | -------------- | -------------- | ------------- | --------- | ------------- | ------------ | ------------- | ------------- | ------------- | --------- | ------------- | --------- | ------------- | --------- |
| Fulham U23                   | 2017–18        | —              | —             | —         | —             | —            | —             | —             | —             | —         | 1             | 0         | 1             | 0         |
| Middlesbrough                | 2018–19        | Championship   | 0             | 0         | 0             | 0            | 2             | 0             | —             | —         | —             | —         | 2             | 0         |
| Middlesbrough                | 2019–20        | Championship   | 22            | 1         | 2             | 0            | 0             | 0             | —             | —         | —             | —         | 24            | 1         |
| Middlesbrough                | 2020–21        | Championship   | 38            | 1         | 1             | 0            | 1             | 0             | —             | —         | —             | —         | 40            | 1         |
| Middlesbrough                | 2021–22        | Championship   | 3             | 0         | 0             | 0            | 1             | 0             | —             | —         | —             | —         | 4             | 0         |
| Middlesbrough                | Tổng           | Tổng           | 63            | 2         | 3             | 0            | 4             | 0             | —             | —         | —             | —         | 70            | 2         |
| Middlesbrough U23            | 2018–19        | —              | —             | —         | —             | —            | —             | —             | —             | —         | 3             | 0         | 3             | 0         |
| Nottingham Forest (cho mượn) | 2021–22        | Championship   | 39            | 2         | 4             | 1            | 0             | 0             | —             | —         | 3             | 0         | 46            | 3         |
| Tottenham Hotspur            | 2022–23        | Premier League | 4             | 0         | 1             | 0            | 1             | 0             | 0             | 0         | —             | —         | 6             | 0         |
| Tottenham Hotspur            | 2023–24        | Premier League | 0             | 0         | —             | —            | 0             | 0             | —             | —         | —             | —         | 6             | 0         |
| Tottenham Hotspur            | Tổng           | Tổng           | 4             | 0         | 1             | 0            | 1             | 0             | 0             | 0         | —             | —         | 6             | 0         |
| Rennes (cho mượn)            | 2022–23        | Ligue 1        | 8             | 0         | —             | —            | —             | —             | 2             | 0         | —             | —         | 10            | 0         |
| Leeds United (cho mượn)      | 2023–24        | Championship   | 1             | 0         | 0             | 0            | —             | —             | —             | —         | —             | —         | 1             | 0         |
| Tổng sự nghiệp               | Tổng sự nghiệp | Tổng sự nghiệp | 115           | 4         | 8             | 1            | 5             | 0             | 2             | 0         | 7             | 0         | 137           | 5         |

1. ↑  Bao gồm FA Cup
2. ↑  Bao gồm EFL Cup
3. 1 2  Appearance(s) in EFL Trophy
4. ↑  Appearances in EFL Championship play-offs
5. ↑  Appearances in UEFA Europa League

## Danh hiệu
Tottenham Hotspur
- UEFA Europa League: 2024–25[31]